# Caroline-von-Monaco-Urteil II
Als Caroline-von-Monaco-Urteil II wird in der deutschen Rechtswissenschaft ein Urteil des Bundesverfassungsgerichtes (BVerfG) vom 15. Dezember 1999 bezeichnet, in dem der Umfang und Inhalt des allgemeinen Persönlichkeitsrechts und der Pressefreiheit in Bezug auf die Berichterstattung über das Privatleben Prominenter bestimmt wurde.

## Sachverhalt
In dem Verfahren vor dem Bundesgerichtshof (BGH) war Caroline von Hannover gegen die Veröffentlichung von Fotos in der Illustrierten Bunte vorgegangen. Auf den Fotos war sie teils mit ihren Kindern, teils allein beispielsweise beim Einkaufen auf einem Markt oder auf dem Fahrrad auf einem Feldweg zu sehen. Sie verlangte vom Verlag Hubert Burda Media eine Unterlassung der Veröffentlichung wegen Verletzung ihres allgemeinen Persönlichkeitsrechts und ihres Rechts am eigenen Bild.
Nach Auffassung der Zivilgerichte war die Veröffentlichung dieser Fotos ohne Einwilligung gestattet, weil sich Caroline von Hannover als absolute Person der Zeitgeschichte bewusst im Bereich der Öffentlichkeit bewegt habe, so dass nach § 22, § 23 KUG keine Einwilligung erforderlich war.
Vertreten durch den Hamburger Anwalt Matthias Prinz klagte Caroline von Hannover (damals noch von Monaco) gegen das Urteil des BGH vor dem Bundesverfassungsgericht.

## Zusammenfassung des Urteils
Das Gericht befasst sich zunächst mit dem Umfang des allgemeinen Persönlichkeitsrechts und dem daraus folgenden Schutz der Privatsphäre. Es teilt die Auffassung des BGH, dass sich der Schutz auf einen thematischen und einen räumlichen Bereich bezieht, in dem auch Prominente ungestört bleiben müssen. Dieser räumliche Bereich muss nicht unbedingt gleichbedeutend mit „den eigenen vier Wänden“ der Person sein. Das Gericht verneint aber grundsätzlich einen privaten Bereich, wenn sich die Person an einem öffentlich zugänglichen Ort unter vielen anderen Menschen befindet. Zudem sei der Schutz eingeschränkt, wenn derjenige auch das, was zu seiner Privatsphäre zählt, vermarktet und sogar Exklusivverträge über die Berichterstattung abschließt. Damit wird gewissermaßen der eigene Anspruch auf Privatheit reduziert.
Damit wird durch die Fotos, die Caroline beim Reiten, Einkaufen oder in einem Café zeigen, nicht in ihr Persönlichkeitsrecht eingegriffen.
Die Fotos, auf denen auch die Kinder zu sehen sind, beurteilt das Gericht dagegen anders. Sie sind keine absoluten Personen der Zeitgeschichte und verdienen einen höheren Schutz.
Das Gericht entschied deshalb, dass der BGH bei den Bildern, die auch die Kinder der Prinzessin zeigten, „den das allgemeine Persönlichkeitsrecht (Art. 2 Abs. 1 in Verbindung mit Art. 1 Abs. 1 GG) verstärkenden Einfluss von Art. 6 GG (Schutz der Familie, Elternrecht) nicht berücksichtigt“ hätte und verwies die Klage in diesem Punkt zurück an den BGH. Hinsichtlich der fünf anderen Fotos wies das Gericht die Verfassungsbeschwerde jedoch ab.

### Leitsätze des Urteils
„1. Die von dem allgemeinen Persönlichkeitsrecht aus Art. 2 Abs. 1 in Verbindung mit Art. 1 Abs. 1 GG geschützte Privatsphäre ist nicht auf den häuslichen Bereich beschränkt. Der Einzelne muß grundsätzlich die Möglichkeit haben, sich auch an anderen, erkennbar abgeschiedenen Orten von Bildberichterstattung unbehelligt zu bewegen.“
„2. Das allgemeine Persönlichkeitsrecht ist nicht im Interesse einer Kommerzialisierung der eigenen Person gewährleistet. Der Schutz der Privatsphäre vor Abbildungen tritt zurück, soweit sich jemand selbst damit einverstanden zeigt, daß bestimmte, gewöhnlich als privat angesehene Angelegenheiten öffentlich gemacht werden.“
„3. Der Schutzgehalt des allgemeinen Persönlichkeitsrechts von Eltern oder Elternteilen erfährt eine Verstärkung durch Art. 6 Abs. 1 und 2 GG, soweit es um die Veröffentlichung von Abbildungen geht, die die spezifisch elterliche Hinwendung zu den Kindern zum Gegenstand haben.“
„4. Die in Art. 5 Abs. 1 Satz 2 GG enthaltene Gewährleistung der Pressefreiheit umfaßt auch unterhaltende Publikationen und Beiträge sowie deren Bebilderung. Das gilt grundsätzlich auch für die Veröffentlichung von Bildern, die Personen des öffentlichen Lebens in alltäglichen oder privaten Zusammenhängen zeigen.“

## Aus den Gründen
„Im Unterschied zum Recht am eigenen Bild bezieht sich der Schutz der Privatsphäre, der ebenfalls im allgemeinen Persönlichkeitsrecht wurzelt, nicht speziell auf Abbildungen, sondern ist thematisch und räumlich bestimmt. Er umfaßt zum einen Angelegenheiten, die wegen ihres Informationsinhalts typischerweise als 'privat' eingestuft werden, weil ihre öffentliche Erörterung oder Zurschaustellung als unschicklich gilt, das Bekanntwerden als peinlich empfunden wird oder nachteilige Reaktionen der Umwelt auslöst, wie es etwa bei Auseinandersetzungen mit sich selbst in Tagebüchern (BVerfGE 80, 367), bei vertraulicher Kommunikation unter Eheleuten (BVerfGE 27, 344), im Bereich der Sexualität (BVerfGE 47, 46; BVerfGE 49, 286), bei sozial abweichendem Verhalten (BVerfGE 44, 353) oder bei Krankheiten (BVerfGE 32, 373) der Fall ist. Fehlte es hier an einem Schutz vor der Kenntniserlangung anderer, wären die Auseinandersetzung mit sich selbst, die unbefangene Kommunikation unter Nahestehenden, die sexuelle Entfaltung oder die Inanspruchnahme ärztlicher Hilfe beeinträchtigt oder unmöglich, obwohl es sich um grundrechtlich geschützte Verhaltensweisen handelt.“ (Rz. 75)
„Zum anderen erstreckt sich der Schutz auf einen räumlichen Bereich, in dem der Einzelne zu sich kommen, sich entspannen oder auch gehen lassen kann (vgl. BVerfGE 27, 1  <6>). Zwar bietet auch dieser Bereich Gelegenheit, sich in einer Weise zu verhalten, die nicht für die Öffentlichkeit bestimmt ist und deren Beobachtung oder Darstellung durch Außenstehende für den Betroffenen peinlich oder nachteilig wäre. Im Kern geht es aber um einen Raum, in dem er die Möglichkeit hat, frei von öffentlicher Beobachtung und damit der von ihr erzwungenen Selbstkontrolle zu sein, auch ohne daß er sich dort notwendig anders verhielte als in der Öffentlichkeit. Bestünden solche Rückzugsbereiche nicht mehr, könnte der Einzelne psychisch überfordert sein, weil er unausgesetzt darauf achten müßte, wie er auf andere wirkt und ob er sich richtig verhält. Ihm fehlten die Phasen des Alleinseins und Ausgleichs, die für die Persönlichkeitsentfaltung notwendig sind und ohne die sie nachhaltig beeinträchtigt würde.“ (Rz. 76)
„Ein derartiges Schutzbedürfnis besteht auch bei Personen, die aufgrund ihres Ranges oder Ansehens, ihres Amtes oder Einflusses, ihrer Fähigkeiten oder Taten besondere öffentliche Beachtung finden. Wer, ob gewollt oder ungewollt, zur Person des öffentlichen Lebens geworden ist, verliert damit nicht sein Anrecht auf eine Privatsphäre, die den Blicken der Öffentlichkeit entzogen bleibt. Das gilt auch für demokratisch gewählte Amtsträger, die zwar für ihre Amtsführung öffentlich rechenschaftspflichtig sind und sich in diesem Umfang öffentliche Aufmerksamkeit gefallen lassen müssen, nicht aber für ihr Privatleben, sofern dieses die Amtsführung nicht berührt.“ (Rz. 77)
„Wo die Grenzen der geschützten Privatsphäre außerhalb des Hauses verlaufen, läßt sich nicht generell und abstrakt festlegen. Sie können vielmehr nur aufgrund der jeweiligen Beschaffenheit des Ortes bestimmt werden, den der Betroffene aufsucht. Ausschlaggebend ist, ob der Einzelne eine Situation vorfindet oder schafft, in der er begründetermaßen und somit auch für Dritte erkennbar davon ausgehen darf, den Blicken der Öffentlichkeit nicht ausgesetzt zu sein.“ (Rz. 79)
„Plätzen, an denen sich der Einzelne unter vielen Menschen befindet, fehlt es von vornherein an den Voraussetzungen des Privatsphärenschutzes im Sinn von Art. 2 Abs. 1 in Verbindung mit Art. 1 Abs. 1 GG. Sie können das Rückzugsbedürfnis nicht erfüllen und rechtfertigen deswegen auch nicht den grundrechtlichen Schutz, den dieses Bedürfnis aus Gründen der Persönlichkeitsentfaltung verdient. Der Einzelne kann solche Orte auch nicht etwa durch ein Verhalten, das typischerweise nicht öffentlich zur Schau gestellt würde, in seine Privatsphäre umdefinieren. Nicht sein Verhalten, ob allein oder mit anderen, konstituiert die Privatsphäre, sondern die objektive Gegebenheit der Örtlichkeit zur fraglichen Zeit. Verhält er sich daher an Orten, die nicht die Merkmale der Abgeschiedenheit aufweisen, so, als stünde er nicht unter Beobachtung, hebt er das Schutzbedürfnis für Verhaltensweisen, die an sich die Öffentlichkeit nichts angehen, selbst auf.“ (Rz. 81)
„Der Schutz der Privatsphäre vor öffentlicher Kenntnisnahme entfällt ferner, wenn sich jemand selbst damit einverstanden zeigt, daß bestimmte, gewöhnlich als privat geltende Angelegenheiten öffentlich gemacht werden, etwa indem er Exklusivverträge über die Berichterstattung aus seiner Privatsphäre abschließt. Der verfassungsrechtliche Privatsphärenschutz aus Art. 2 Abs. 1 in Verbindung mit Art. 1 Abs. 1 GG ist nicht im Interesse einer Kommerzialisierung der eigenen Person gewährleistet. Zwar ist niemand an einer solchen Öffnung privater Bereiche gehindert. Er kann sich dann aber nicht gleichzeitig auf den öffentlichkeitsabgewandten Privatsphärenschutz berufen. […]“ (Rz. 82)
„[…] Es ist aber anerkannt, daß Kinder eines besonderen Schutzes bedürfen, weil sie sich zu eigenverantwortlichen Personen erst entwickeln müssen (vgl. BVerfGE 24, 119 <144>; BVerfGE 57, 361 <383>). Dieses Schutzbedürfnis besteht auch hinsichtlich der Gefahren, die von dem Interesse der Medien und ihrer Nutzer an Abbildungen von Kindern ausgehen. Deren Persönlichkeitsentfaltung kann dadurch empfindlicher gestört werden als diejenige von Erwachsenen. Der Bereich, in dem Kinder sich frei von öffentlicher Beobachtung fühlen und entfalten dürfen, muß deswegen umfassender geschützt sein als derjenige erwachsener Personen.“ (Rz. 83)
„Wie sich die Verstärkung des Persönlichkeitsschutzes durch Art. 6 GG im Einzelnen auswirkt, läßt sich nicht generell und abstrakt bestimmen. Zwar wird es regelmäßig an einem Schutzbedürfnis fehlen, wenn sich Eltern mit ihren Kindern bewußt der Öffentlichkeit zuwenden, etwa gemeinsam an öffentlichen Veranstaltungen teilnehmen oder gar in deren Mittelpunkt stehen. Insoweit liefern sie sich den Bedingungen öffentlicher Auftritte aus. Im übrigen kann der Schutz des allgemeinen Persönlichkeitsrechts zugunsten spezifischer Eltern-Kind-Beziehungen grundsätzlich aber auch dort eingreifen, wo es an den Voraussetzungen der örtlichen Abgeschiedenheit fehlt.“ (Rz. 85)

## Bedeutung des Urteils
Dieses Urteil galt als richtungsweisend, bis 2004 Deutschland diesbezüglich vom Europäischen Gerichtshof für Menschenrechte wegen Verletzung der Europäischen Menschenrechtskonvention verurteilt wurde. Am 7. Februar 2012 hat die Große Kammer des EGMR das Urteil von 2004 konkretisiert.
Zu den Urteilen des BGH und des EGMR siehe auch Caroline-Urteil und Recht am eigenen Bild.